# Sancja Szymkowiak
Janina Szymkowiak, C.M.B.B., řeholním jménem Sancja (10. července 1910, Możdżanów – 29. srpna 1942, Poznaň) byla polská římskokatolická řeholnice kongregace Dcer Panny Marie Bolestné. Katolická církev ji uctívá jako blahoslavenou.

## Život

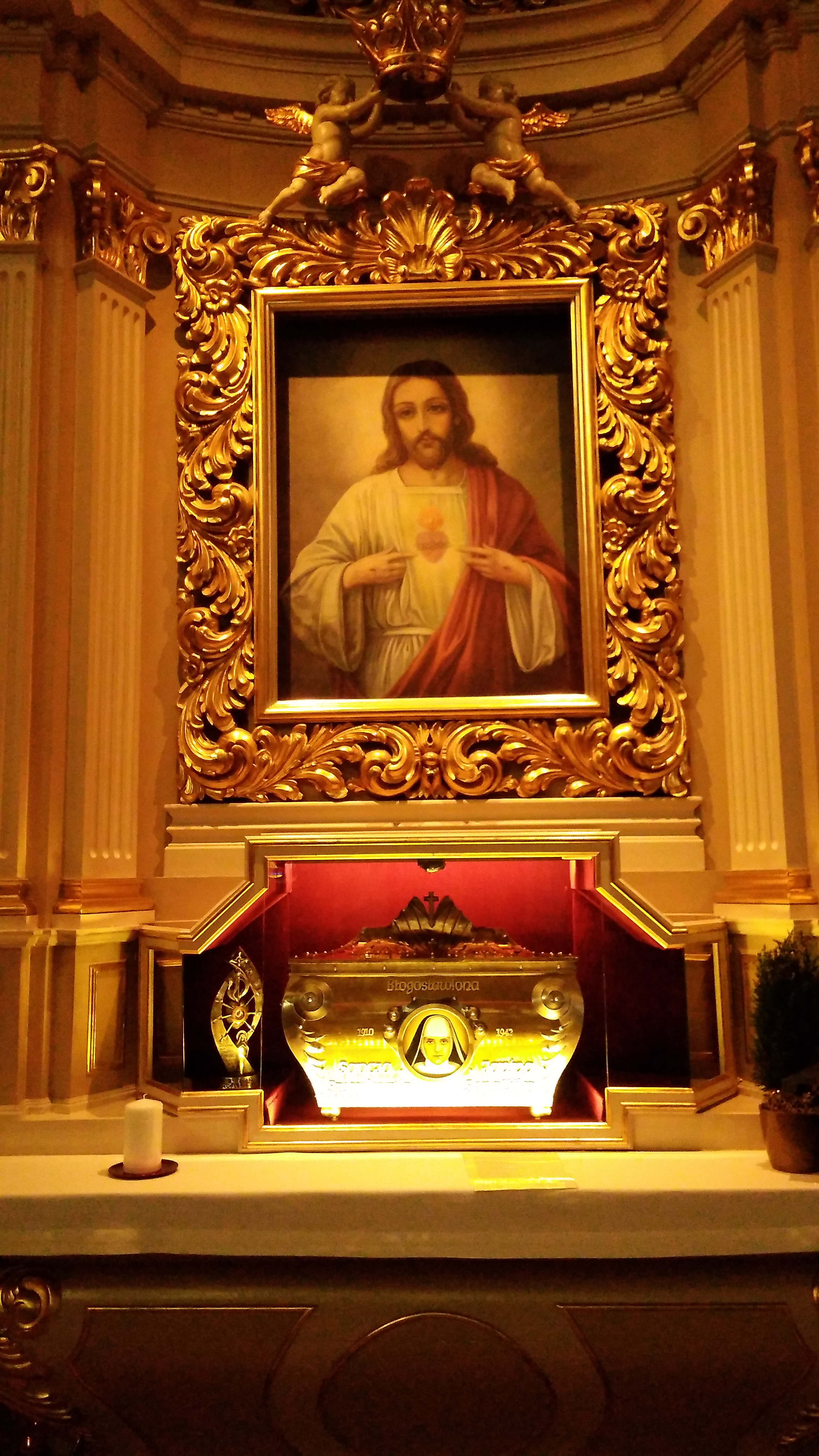
Relikviář s jejími ostatky v kostele sv. Rocha v Poznani

Narodila se dne 10. července 1910 ve vesnici Możdżanów v gimině Sośnie jako poslední z pěti dětí (jediná dcera) Augustinu Szymkowiakovi a Marii Duchalské. Pokřtěna byla ještě v měsíci svého narození. Její bratr Eric se stal knězem.
Základní vzdělání na škole v Szklarka Śląska absolvovala mezi lety 1916–1919. Poté studovala střední školu ve městě Ostrów Wielkopolski, kam se roku 1921 s rodiči také přestěhovala. Po úspěšném ukončení středoškolského vzdělání v roce 1929 (po složení zkoušek v květnu 1928) studovala na Univerzitě Adama Mickiewicze v Poznani obor románská filologie. Kromě toho se také učila cizí jazyky. Stala se členkou sdružení Mariánská družina, kde se mezi ostatními stala dobře známou pro svůj osobní zájem o pomoc chudým a potřebným.

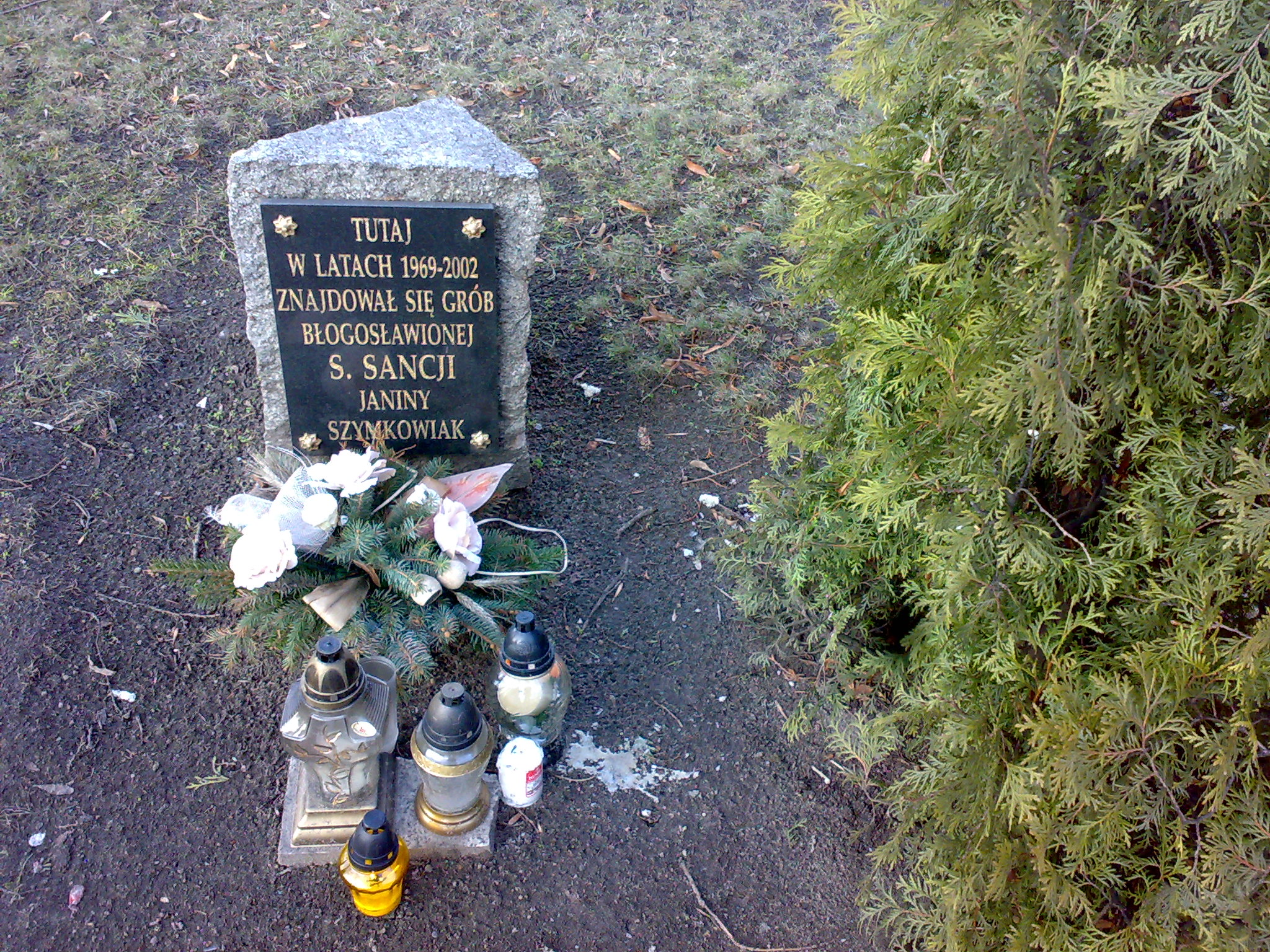
Její bývalá hrobka na hřbitově při kostele sv. Rocha v Poznani

V létě roku 1934 podnikla pouť do Lurd ve Francii. V té době cítila povolání k zasvěcenému životu a nějakou dobu žila v Montluçonu v řeholním domě kongregace Sester oblátek Nejsvětějšího Srdce Ježíšova a uvažovala o vstupu do kongregace. Zdokonalovala se zde také ve francouzském jazyce. Roku 1936 se vrátila domů. Dne 27. června 1936 vstoupila do kongregace Dcer Panny Marie Bolestné a dne 29. července 1937 přijala řeholní jméno Sancja. Její matka se ji zprvu neúspěšně snažila odradit od vstupu do kláštera. Dne 30. července 1938 složila své první dočasné řeholní sliby a do roku 1939 pracovala v mateřské škole. Začala také studovat farmakologii, avšak vypuknutí druhé světové války její studium zastavilo.

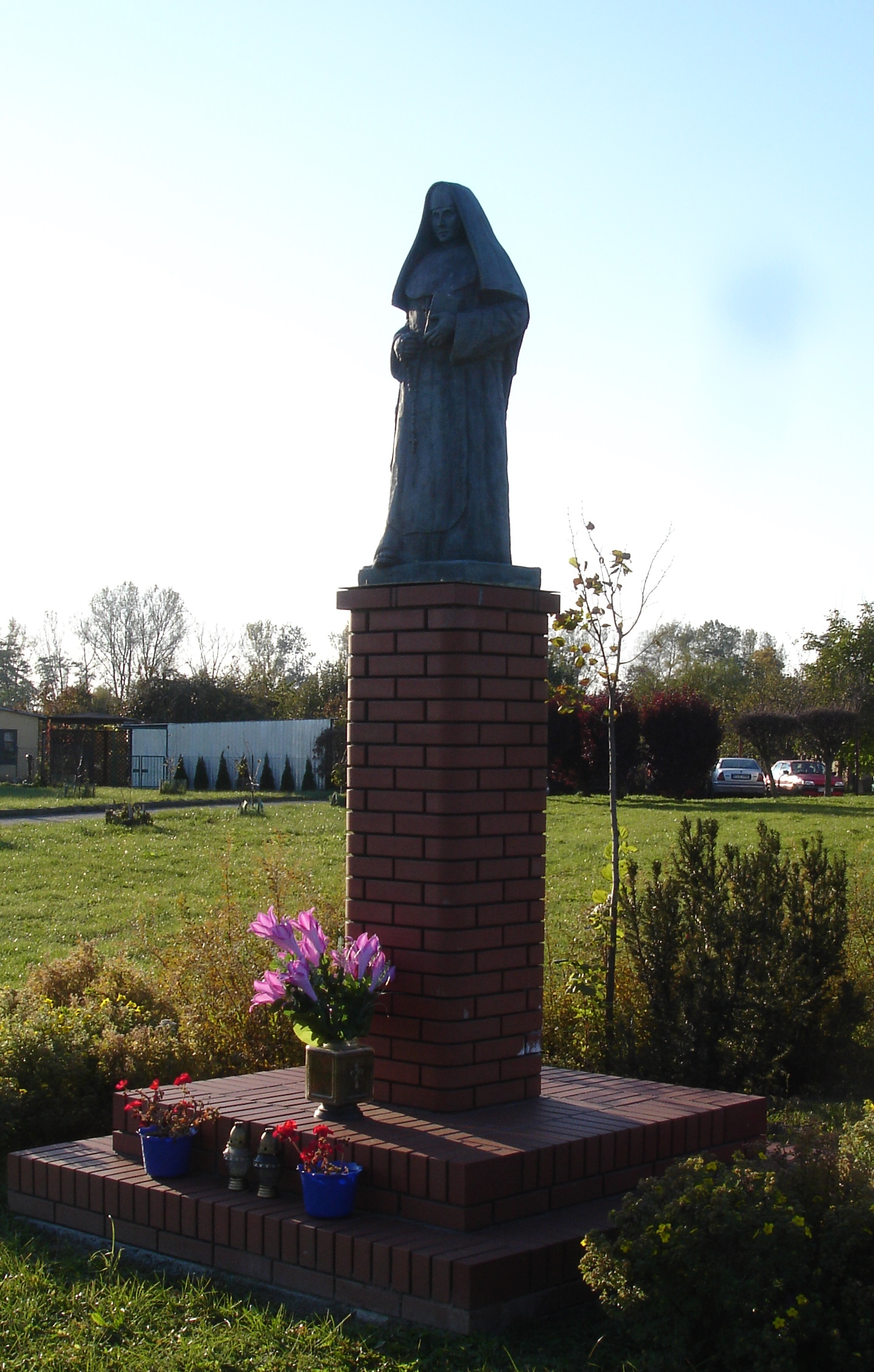
Její socha v Pawłowicích

Poté, co nacistické síly napadly 1. září 1939 Polsko bylo město, ve kterém se nacházela, obsazeno německou armádou. Místní se poté museli starat o nacistické vojáky a plnit jejich příkazy. Kvůli svým znalostem jazyků byla překladatelkou francouzských a anglických válečných zajatců. Kromě toho vykonávala všechny ostatní nucené práce, které byly nařízeny i ostatním řeholnicím. Toto období pro ni bylo velmi náročné.
Kvůli těžké práci se nakazila tuberkulózou a dne 6. července 1942 složila na smrtelné posteli své doživotní řeholní sliby. Zemřela po přijetí eucharistie dne 29. srpna 1942 ráno v Poznani. Pohřbena byla na hřbitově při kostele sv. Rocha v Poznani, později pak byly její ostatky uloženy do relikviáře v tomto kostele.

## Úcta
Dne 18. prosince 2000 ji papež sv. Jan Pavel II. podepsáním dekretu o jejích hrdinských ctnostech prohlásil za ctihodnou. Dne 5. července 2002 byl uznán zázrak na její přímluvu, potřebný pro její blahořečení.
Blahořečena pak byla dne 18. srpna 2002 v parku Błonia v Krakově papežem sv. Janem Pavlem II.
Její památka je připomínána 29. srpna. Bývá zobrazována v řeholním oděvu.